# 佐久良太神社
佐久良太神社（さくらだじんじゃ）は、岐阜県加茂郡白川町に鎮座する神社。
奥之院（奥本社）と里宮（遙拝所）がある。

## 概要
神亀元年（724年）泰澄大師がこの地に白山比咩大神を祭り白山神社として創建。1872年（明治5年）1月に郷社となり、同年4月に旧苗木藩藩主遠山友禄の許可を得て佐久良太神社に改称。
黒川全域が氏子地域である。
境内には乙女の碑（満州国の黒川開拓団慰霊碑の一つ）がある。

## 祭神
- 菊理比咩命

## 摂末社祭神
- 木華佐久耶比咩
- 水分大神
- 広国押武金日天皇
- 事比羅大神
- 秋葉大神
- 佐田彦命

## 例大祭
- 毎年4月第3日曜日に開催。
- 五穀豊穣を願う祭りである。その年の干支など、趣向を凝らした山車をつくる。神輿、花笠踊りなども行われる[3]。2023年（令和5年）からは内容を変更。祭りの余興に、ヤマタノオロチ伝説をモチーフにした芝居が行われた[4]。

## 文化財
佐久良太神社奥之院
- 奥之院（奥本社）の建物は、文政8年（1825年）は単層入母屋造の銅板葺[5]。佐久良太神社の建物の内で最も古く、三間四面（桁行3間の母屋の4面に庇）の元近松寺宝物殿である[6]。
- 雲斗及び雲肘木は1977年（昭和52年）3月16日に白川町の文化財に指定されている[6]。

## 天然記念物
里宮佐久良太神社のスギ
- 佐久良太神社の里宮にある杉は、推定樹齢500年以上の杉の大木。根元の幹周囲7.5m、目通り幹周囲6.0m、樹高36m、枝張り東8.5m、西8.0m、南9.3m、北8.0m[7]。
- 1966年（昭和41年）3月31日に白川町の天然記念物[8]、1967年（昭和42年）6月14日に岐阜県の天然記念物に指定されておる[8][7]。